# NGC 6361
NGC 6361 ist eine 13,0 mag helle Spiralgalaxie vom Hubble-Typ Sb im Sternbild Drache und circa 180 Millionen Lj von der Milchstraße entfernt. Sie steht in Wechselwirkung mit einer benachbarten, kleinen elliptischen Galaxie PGC 60040; beide zusammen werden auch als Arp 124 geführt. Halton Arp gliederte seinen Katalog ungewöhnlicher Galaxien nach rein morphologischen Kriterien in Gruppen. Diese Galaxie gehört zu der Klasse Elliptischer Galaxien nahe bei Spiralgalaxien und diese störend (Arp-Katalog).
NGC 6361 wurde am 18. August 1886 von Lewis A. Swift entdeckt.